# Dalafilla
Der Dalafilla (Gaolule, Gabule oder Dala Filla; amharisch የደላፊላ) ist ein Stratovulkan in Äthiopien. Er ist für seine Umgebung vergleichsweise steil und erhebt sich aus dem umgebenden Lavafeld. Der Vulkan hat neben seinem Hauptkegel noch zwei weitere Krater mit Höhen von 399 m (Alu), bzw. 376 m (Alu-Süd).

## Ausbruch 2008
Der Vulkan ist zuletzt im Jahr 2008 am 3. November ausgebrochen. Damals trat außerdem Lava aus Erdspalten in der Umgebung aus und bedeckte zum 8. November bereits ein Gebiet mit einer Fläche von 15 km² in der Afar-Region, in der der Vulkan liegt. Die Lava floss hauptsächlich, vom Vulkan aus gesehen, in Richtung Norden und Süden. Aufgrund von Kämpfen in der Region konnte diese Eruption nur durch Satellitenbilder identifiziert werden. Dieser Ausbruch wurde zunächst fälschlicherweise, wahrscheinlich aufgrund der Verwendung von zu altem Kartenmaterial, dem Erta Ale zugeordnet.